# Lutzhorn
Lutzhorn er en by og en kommune i det nordlige Tyskland, beliggende i Amt Rantzau under Kreis Pinneberg. Kreis Pinneberg ligger i den sydlige del af delstaten Slesvig-Holsten.

## Geografi
Lutzhorn ligger omkring fire kilometer nord for Barmstedt. Vandløbene Höllenbek, Störbek og Krumm-Bach løber gennem kommunen og en del af Statskov Rantzau ligger i kommunen.